# Zarečje (Pazin)
 Zarečje  (olaszul: Sarezzo)  falu Horvátországban, Isztria megyében. Közigazgatásilag Pazinhoz tartozik.

## Fekvése
Az Isztriai-félsziget közepén, Pazintól 2,5 km-re északkeletre, a Pazinčica-pataktól északra egy domboldalban  fekszik. A település magja egy magaslat körül alakult ki, melyen a plébániatemplom és a temető található. Az újabb időkben a település a Pazin-Cerovlje úttól keletre is terjeszkedett, így Slavčići és Gabrijelčići települések is beleolvadtak. A központtól nyugatra ide tartoznak még Bani, Dušani és Rumanići nevű kisebb települések. Rajta halad át a Pazinból Grdoselo településre menő mellékút.

## Története
A település első írásos említése 1166-ban "Saritsch" alakban történt. Története során számos hűbérura volt, az aquileiai pátriárka, a pićani püspök, a Schwartzenburg család, majd 1508-tól a pazini grófok. Teljesen elpusztult Frangepán János vegliai herceg 1463-as támadása során, de a török elől Likából és Nyugat-Boszniából menekültek 1578-ban újra betelepítették. Plébániáját 1177-ben említik először, 1788-tól 1992-ig káplánja a pazinski novaki plébániához tartozott. Szűz Mária tiszteletére szentelt plébániatemplomát glagolita felirata szerint 1475-ben építették, majd a 18. században teljesen átépítették. A településnek 1857-ben 358, 1910-ben 447 lakosa volt. Lakói hagyományosan mezőgazdasággal (szőlő, gyümölcs, zöldségtermesztés) és állattartással foglalkoztak. Közülük sokan a közeli Pazinban dolgoztak. Bani nevű településrészén fejlett a falusi turizmus. 2011-ben 292 lakosa volt.

## Lakosság
| Lakosság változása | Lakosság változása | Lakosság változása | Lakosság változása | Lakosság változása | Lakosság változása | Lakosság változása | Lakosság változása | Lakosság változása | Lakosság változása | Lakosság változása | Lakosság változása | Lakosság változása | Lakosság változása | Lakosság változása | Lakosság változása |
| ------------------ | ------------------ | ------------------ | ------------------ | ------------------ | ------------------ | ------------------ | ------------------ | ------------------ | ------------------ | ------------------ | ------------------ | ------------------ | ------------------ | ------------------ | ------------------ |
| 1857               | 1869               | 1880               | 1890               | 1900               | 1910               | 1921               | 1931               | 1948               | 1953               | 1961               | 1971               | 1981               | 1991               | 2001               | 2011               |
| 358                | 370                | 497                | 519                | 486                | 447                | 404                | 0                  | 402                | 374                | 368                | 301                | 284                | 293                | 289                | 292                |

## Nevezetességei
- Szűz Mária tiszteletére szentelt plébániatemplomát glagolita felirata szerint 1475-ben építették, a 18. században teljesen átépítették. Utoljára 1946-ban restaurálták.
- A slavčići településrészen álló Remete Szent Antal tiszteletére szentelt templomát a 15. században építették. Legértékesebb kincse egy szentet ábrázoló gótikus szobor 1457-ből.